# PT-91
PT-91 је основни борбени тенк из Пољске, заснован на совјетском тенку Т-72М1.
Први прототип је произведен 1993. године, а у употребу је уведен 1995. године.
Прва серија ових тенкова је произведена у фабрици Бубамара Лебенди (пољски Bumar Łabędy), а 2002. године је започето њихово модернизовање у истој фабрици.
До 2002. године, за потребе Пољских оружаних снага је произведено 233 тенкова.

## Варијанте
- PT-91 Тврди (пољски PT-91 Twardy)
- PT-91A Твтди (пољски PT-91А Twardy)
- PT-91Z Храбри (пољски PT-91Z Hardy)
- PT-91M Пендекар
- PT-91E/Ex
- PT-91P

## Возила на бази ПТ-91
- ВЗТ-3 (пољски WZT-3) борбено инжењеријско возило
- ВЗТ-4 (пољски WZT-4) борбено инжењеријско возило
- Лоара (пољски Loara-A) пво возило

## Корисници
- Пољска
- Малезија
- Индија
- Грузија

## Галерија
- ПТ-91М
- PT-91E/Ex
- ВЗТ-3
- Лоара